# 1772
Portal Geschichte | Portal Biografien | Aktuelle Ereignisse | Jahreskalender | Tagesartikel

◄ |
17. Jahrhundert |
18. Jahrhundert
| 19. Jahrhundert | ►

◄ |
1740er |
1750er |
1760er |
1770er
| 1780er | 1790er | 1800er | ►

◄◄ |
◄ |
1768 |
1769 |
1770 |
1771 |
1772
| 1773 | 1774 | 1775 | 1776 | ► | ►►
Staatsoberhäupter  · Nekrolog · Kunstjahr · Literaturjahr · Musikjahr
| Januar | Januar | Januar | Januar | Januar | Januar | Januar | Januar |
| Kw     | Mo     | Di     | Mi     | Do     | Fr     | Sa     | So     |
| ------ | ------ | ------ | ------ | ------ | ------ | ------ | ------ |
| 1      |        |        | 1      | 2      | 3      | 4      | 5      |
| 2      | 6      | 7      | 8      | 9      | 10     | 11     | 12     |
| 3      | 13     | 14     | 15     | 16     | 17     | 18     | 19     |
| 4      | 20     | 21     | 22     | 23     | 24     | 25     | 26     |
| 5      | 27     | 28     | 29     | 30     | 31     |        |        |

| Februar | Februar | Februar | Februar | Februar | Februar | Februar | Februar |
| Kw      | Mo      | Di      | Mi      | Do      | Fr      | Sa      | So      |
| ------- | ------- | ------- | ------- | ------- | ------- | ------- | ------- |
| 5       |         |         |         |         |         | 1       | 2       |
| 6       | 3       | 4       | 5       | 6       | 7       | 8       | 9       |
| 7       | 10      | 11      | 12      | 13      | 14      | 15      | 16      |
| 8       | 17      | 18      | 19      | 20      | 21      | 22      | 23      |
| 9       | 24      | 25      | 26      | 27      | 28      | 29      |         |

| März | März | März | März | März | März | März | März |
| Kw   | Mo   | Di   | Mi   | Do   | Fr   | Sa   | So   |
| ---- | ---- | ---- | ---- | ---- | ---- | ---- | ---- |
| 9    |      |      |      |      |      |      | 1    |
| 10   | 2    | 3    | 4    | 5    | 6    | 7    | 8    |
| 11   | 9    | 10   | 11   | 12   | 13   | 14   | 15   |
| 12   | 16   | 17   | 18   | 19   | 20   | 21   | 22   |
| 13   | 23   | 24   | 25   | 26   | 27   | 28   | 29   |
| 14   | 30   | 31   |      |      |      |      |      |

| April | April | April | April | April | April | April | April |
| Kw    | Mo    | Di    | Mi    | Do    | Fr    | Sa    | So    |
| ----- | ----- | ----- | ----- | ----- | ----- | ----- | ----- |
| 14    |       |       | 1     | 2     | 3     | 4     | 5     |
| 15    | 6     | 7     | 8     | 9     | 10    | 11    | 12    |
| 16    | 13    | 14    | 15    | 16    | 17    | 18    | 19    |
| 17    | 20    | 21    | 22    | 23    | 24    | 25    | 26    |
| 18    | 27    | 28    | 29    | 30    |       |       |       |

| Mai | Mai | Mai | Mai | Mai | Mai | Mai | Mai |
| Kw  | Mo  | Di  | Mi  | Do  | Fr  | Sa  | So  |
| --- | --- | --- | --- | --- | --- | --- | --- |
| 18  |     |     |     |     | 1   | 2   | 3   |
| 19  | 4   | 5   | 6   | 7   | 8   | 9   | 10  |
| 20  | 11  | 12  | 13  | 14  | 15  | 16  | 17  |
| 21  | 18  | 19  | 20  | 21  | 22  | 23  | 24  |
| 22  | 25  | 26  | 27  | 28  | 29  | 30  | 31  |

| Juni | Juni | Juni | Juni | Juni | Juni | Juni | Juni |
| Kw   | Mo   | Di   | Mi   | Do   | Fr   | Sa   | So   |
| ---- | ---- | ---- | ---- | ---- | ---- | ---- | ---- |
| 23   | 1    | 2    | 3    | 4    | 5    | 6    | 7    |
| 24   | 8    | 9    | 10   | 11   | 12   | 13   | 14   |
| 25   | 15   | 16   | 17   | 18   | 19   | 20   | 21   |
| 26   | 22   | 23   | 24   | 25   | 26   | 27   | 28   |
| 27   | 29   | 30   |      |      |      |      |      |

| Juli | Juli | Juli | Juli | Juli | Juli | Juli | Juli |
| Kw   | Mo   | Di   | Mi   | Do   | Fr   | Sa   | So   |
| ---- | ---- | ---- | ---- | ---- | ---- | ---- | ---- |
| 27   |      |      | 1    | 2    | 3    | 4    | 5    |
| 28   | 6    | 7    | 8    | 9    | 10   | 11   | 12   |
| 29   | 13   | 14   | 15   | 16   | 17   | 18   | 19   |
| 30   | 20   | 21   | 22   | 23   | 24   | 25   | 26   |
| 31   | 27   | 28   | 29   | 30   | 31   |      |      |

| August | August | August | August | August | August | August | August |
| Kw     | Mo     | Di     | Mi     | Do     | Fr     | Sa     | So     |
| ------ | ------ | ------ | ------ | ------ | ------ | ------ | ------ |
| 31     |        |        |        |        |        | 1      | 2      |
| 32     | 3      | 4      | 5      | 6      | 7      | 8      | 9      |
| 33     | 10     | 11     | 12     | 13     | 14     | 15     | 16     |
| 34     | 17     | 18     | 19     | 20     | 21     | 22     | 23     |
| 35     | 24     | 25     | 26     | 27     | 28     | 29     | 30     |
| 36     | 31     |        |        |        |        |        |        |

| September | September | September | September | September | September | September | September |
| Kw        | Mo        | Di        | Mi        | Do        | Fr        | Sa        | So        |
| --------- | --------- | --------- | --------- | --------- | --------- | --------- | --------- |
| 36        |           | 1         | 2         | 3         | 4         | 5         | 6         |
| 37        | 7         | 8         | 9         | 10        | 11        | 12        | 13        |
| 38        | 14        | 15        | 16        | 17        | 18        | 19        | 20        |
| 39        | 21        | 22        | 23        | 24        | 25        | 26        | 27        |
| 40        | 28        | 29        | 30        |           |           |           |           |

| Oktober | Oktober | Oktober | Oktober | Oktober | Oktober | Oktober | Oktober |
| Kw      | Mo      | Di      | Mi      | Do      | Fr      | Sa      | So      |
| ------- | ------- | ------- | ------- | ------- | ------- | ------- | ------- |
| 40      |         |         |         | 1       | 2       | 3       | 4       |
| 41      | 5       | 6       | 7       | 8       | 9       | 10      | 11      |
| 42      | 12      | 13      | 14      | 15      | 16      | 17      | 18      |
| 43      | 19      | 20      | 21      | 22      | 23      | 24      | 25      |
| 44      | 26      | 27      | 28      | 29      | 30      | 31      |         |

| November | November | November | November | November | November | November | November |
| Kw       | Mo       | Di       | Mi       | Do       | Fr       | Sa       | So       |
| -------- | -------- | -------- | -------- | -------- | -------- | -------- | -------- |
| 44       |          |          |          |          |          |          | 1        |
| 45       | 2        | 3        | 4        | 5        | 6        | 7        | 8        |
| 46       | 9        | 10       | 11       | 12       | 13       | 14       | 15       |
| 47       | 16       | 17       | 18       | 19       | 20       | 21       | 22       |
| 48       | 23       | 24       | 25       | 26       | 27       | 28       | 29       |
| 49       | 30       |          |          |          |          |          |          |

| Dezember | Dezember | Dezember | Dezember | Dezember | Dezember | Dezember | Dezember |
| Kw       | Mo       | Di       | Mi       | Do       | Fr       | Sa       | So       |
| -------- | -------- | -------- | -------- | -------- | -------- | -------- | -------- |
| 49       |          | 1        | 2        | 3        | 4        | 5        | 6        |
| 50       | 7        | 8        | 9        | 10       | 11       | 12       | 13       |
| 51       | 14       | 15       | 16       | 17       | 18       | 19       | 20       |
| 52       | 21       | 22       | 23       | 24       | 25       | 26       | 27       |
| 53       | 28       | 29       | 30       | 31       |          |          |          |

| Januar | Januar | Januar | Januar | Januar | Januar | Januar | Januar |
| Kw     | Mo     | Di     | Mi     | Do     | Fr     | Sa     | So     |
| ------ | ------ | ------ | ------ | ------ | ------ | ------ | ------ |
| 1      |        |        | 1      | 2      | 3      | 4      | 5      |
| 2      | 6      | 7      | 8      | 9      | 10     | 11     | 12     |
| 3      | 13     | 14     | 15     | 16     | 17     | 18     | 19     |
| 4      | 20     | 21     | 22     | 23     | 24     | 25     | 26     |
| 5      | 27     | 28     | 29     | 30     | 31     |        |        |

| Februar | Februar | Februar | Februar | Februar | Februar | Februar | Februar |
| Kw      | Mo      | Di      | Mi      | Do      | Fr      | Sa      | So      |
| ------- | ------- | ------- | ------- | ------- | ------- | ------- | ------- |
| 5       |         |         |         |         |         | 1       | 2       |
| 6       | 3       | 4       | 5       | 6       | 7       | 8       | 9       |
| 7       | 10      | 11      | 12      | 13      | 14      | 15      | 16      |
| 8       | 17      | 18      | 19      | 20      | 21      | 22      | 23      |
| 9       | 24      | 25      | 26      | 27      | 28      | 29      |         |

| März | März | März | März | März | März | März | März |
| Kw   | Mo   | Di   | Mi   | Do   | Fr   | Sa   | So   |
| ---- | ---- | ---- | ---- | ---- | ---- | ---- | ---- |
| 9    |      |      |      |      |      |      | 1    |
| 10   | 2    | 3    | 4    | 5    | 6    | 7    | 8    |
| 11   | 9    | 10   | 11   | 12   | 13   | 14   | 15   |
| 12   | 16   | 17   | 18   | 19   | 20   | 21   | 22   |
| 13   | 23   | 24   | 25   | 26   | 27   | 28   | 29   |
| 14   | 30   | 31   |      |      |      |      |      |

| April | April | April | April | April | April | April | April |
| Kw    | Mo    | Di    | Mi    | Do    | Fr    | Sa    | So    |
| ----- | ----- | ----- | ----- | ----- | ----- | ----- | ----- |
| 14    |       |       | 1     | 2     | 3     | 4     | 5     |
| 15    | 6     | 7     | 8     | 9     | 10    | 11    | 12    |
| 16    | 13    | 14    | 15    | 16    | 17    | 18    | 19    |
| 17    | 20    | 21    | 22    | 23    | 24    | 25    | 26    |
| 18    | 27    | 28    | 29    | 30    |       |       |       |

| Mai | Mai | Mai | Mai | Mai | Mai | Mai | Mai |
| Kw  | Mo  | Di  | Mi  | Do  | Fr  | Sa  | So  |
| --- | --- | --- | --- | --- | --- | --- | --- |
| 18  |     |     |     |     | 1   | 2   | 3   |
| 19  | 4   | 5   | 6   | 7   | 8   | 9   | 10  |
| 20  | 11  | 12  | 13  | 14  | 15  | 16  | 17  |
| 21  | 18  | 19  | 20  | 21  | 22  | 23  | 24  |
| 22  | 25  | 26  | 27  | 28  | 29  | 30  | 31  |

| Juni | Juni | Juni | Juni | Juni | Juni | Juni | Juni |
| Kw   | Mo   | Di   | Mi   | Do   | Fr   | Sa   | So   |
| ---- | ---- | ---- | ---- | ---- | ---- | ---- | ---- |
| 23   | 1    | 2    | 3    | 4    | 5    | 6    | 7    |
| 24   | 8    | 9    | 10   | 11   | 12   | 13   | 14   |
| 25   | 15   | 16   | 17   | 18   | 19   | 20   | 21   |
| 26   | 22   | 23   | 24   | 25   | 26   | 27   | 28   |
| 27   | 29   | 30   |      |      |      |      |      |

| Juli | Juli | Juli | Juli | Juli | Juli | Juli | Juli |
| Kw   | Mo   | Di   | Mi   | Do   | Fr   | Sa   | So   |
| ---- | ---- | ---- | ---- | ---- | ---- | ---- | ---- |
| 27   |      |      | 1    | 2    | 3    | 4    | 5    |
| 28   | 6    | 7    | 8    | 9    | 10   | 11   | 12   |
| 29   | 13   | 14   | 15   | 16   | 17   | 18   | 19   |
| 30   | 20   | 21   | 22   | 23   | 24   | 25   | 26   |
| 31   | 27   | 28   | 29   | 30   | 31   |      |      |

| August | August | August | August | August | August | August | August |
| Kw     | Mo     | Di     | Mi     | Do     | Fr     | Sa     | So     |
| ------ | ------ | ------ | ------ | ------ | ------ | ------ | ------ |
| 31     |        |        |        |        |        | 1      | 2      |
| 32     | 3      | 4      | 5      | 6      | 7      | 8      | 9      |
| 33     | 10     | 11     | 12     | 13     | 14     | 15     | 16     |
| 34     | 17     | 18     | 19     | 20     | 21     | 22     | 23     |
| 35     | 24     | 25     | 26     | 27     | 28     | 29     | 30     |
| 36     | 31     |        |        |        |        |        |        |

| September | September | September | September | September | September | September | September |
| Kw        | Mo        | Di        | Mi        | Do        | Fr        | Sa        | So        |
| --------- | --------- | --------- | --------- | --------- | --------- | --------- | --------- |
| 36        |           | 1         | 2         | 3         | 4         | 5         | 6         |
| 37        | 7         | 8         | 9         | 10        | 11        | 12        | 13        |
| 38        | 14        | 15        | 16        | 17        | 18        | 19        | 20        |
| 39        | 21        | 22        | 23        | 24        | 25        | 26        | 27        |
| 40        | 28        | 29        | 30        |           |           |           |           |

| Oktober | Oktober | Oktober | Oktober | Oktober | Oktober | Oktober | Oktober |
| Kw      | Mo      | Di      | Mi      | Do      | Fr      | Sa      | So      |
| ------- | ------- | ------- | ------- | ------- | ------- | ------- | ------- |
| 40      |         |         |         | 1       | 2       | 3       | 4       |
| 41      | 5       | 6       | 7       | 8       | 9       | 10      | 11      |
| 42      | 12      | 13      | 14      | 15      | 16      | 17      | 18      |
| 43      | 19      | 20      | 21      | 22      | 23      | 24      | 25      |
| 44      | 26      | 27      | 28      | 29      | 30      | 31      |         |

| November | November | November | November | November | November | November | November |
| Kw       | Mo       | Di       | Mi       | Do       | Fr       | Sa       | So       |
| -------- | -------- | -------- | -------- | -------- | -------- | -------- | -------- |
| 44       |          |          |          |          |          |          | 1        |
| 45       | 2        | 3        | 4        | 5        | 6        | 7        | 8        |
| 46       | 9        | 10       | 11       | 12       | 13       | 14       | 15       |
| 47       | 16       | 17       | 18       | 19       | 20       | 21       | 22       |
| 48       | 23       | 24       | 25       | 26       | 27       | 28       | 29       |
| 49       | 30       |          |          |          |          |          |          |

| Dezember | Dezember | Dezember | Dezember | Dezember | Dezember | Dezember | Dezember |
| Kw       | Mo       | Di       | Mi       | Do       | Fr       | Sa       | So       |
| -------- | -------- | -------- | -------- | -------- | -------- | -------- | -------- |
| 49       |          | 1        | 2        | 3        | 4        | 5        | 6        |
| 50       | 7        | 8        | 9        | 10       | 11       | 12       | 13       |
| 51       | 14       | 15       | 16       | 17       | 18       | 19       | 20       |
| 52       | 21       | 22       | 23       | 24       | 25       | 26       | 27       |
| 53       | 28       | 29       | 30       | 31       |          |          |          |

## Ereignisse

### Politik und Weltgeschehen

#### Dänemark

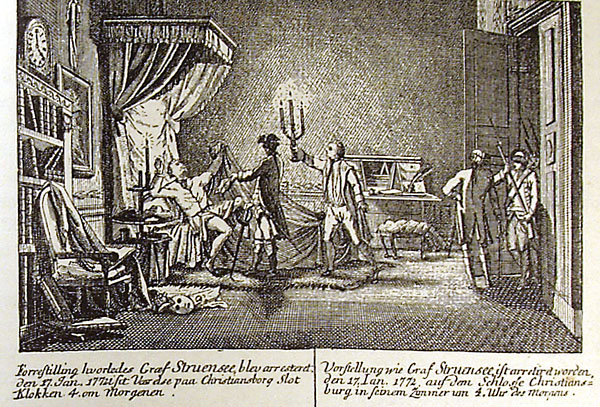
Festnahme des Grafen Struensee (Zeitgenössischer Holzschnitt)

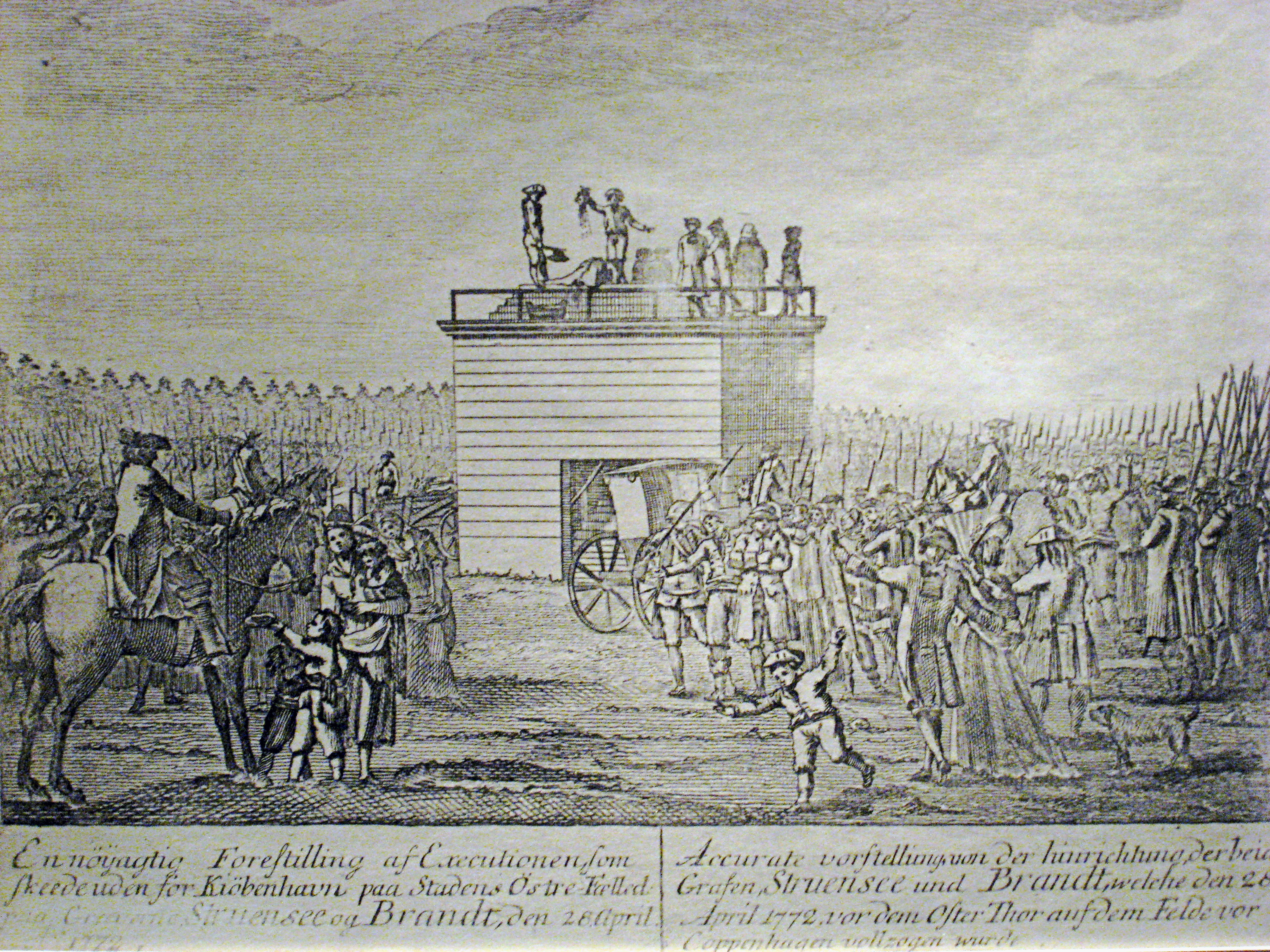
Struensees Hinrichtung

- 17. Januar: Die Gattin des dänischen Königs, Caroline Mathilde, und der dänische Staatsminister Graf Johann Friedrich Struensee werden wegen Verdachts eines gegen König Christian VII. gerichteten Komplotts festgesetzt. Die Königin wird auf Schloss Kronborg verbracht, Struensee, ihr Geliebter, verhaftet. Der Minister wird am 28. April mit seinem Vertrauten Enevold von Brandt hingerichtet, die Königin verbannt.

#### Schweden
- 26. Mai: König Gustav III. von Schweden stiftet an seinem Krönungstag den Wasaorden.
- 19. August: Der schwedische König Gustav III. putscht mit ihm ergebenen Offizieren gegen die Adelsoligarchie. Der in einem Saal tagende Reichsrat wird eingeschlossen, die Bürgerschaft in Stockholm durch glänzende Reden des Herrschers gewonnen. Der Reichsrat akzeptiert kurz darauf eine dem König genehme Verfassung.

#### Heiliges Römisches Reich

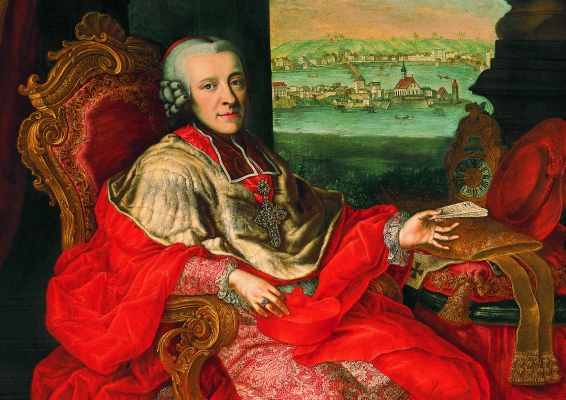
Erzbischof Colloredo 1773

Hieronymus von Colloredo, der bisherige Bischof von Gurk und Kandidat des Hauses Habsburg, wird am 14. März nach mehr als zehn Wahlgängen vom Domkapitel zum Nachfolger des im Vorjahr verstorbenen Sigismund III. Christoph von Schrattenbach zum Fürsterzbischof des Erzstifts Salzburg gewählt. Viele Salzburger hätten den Gegenkandidaten Ferdinand Christoph von Waldburg-Zeil bevorzugt, daher wird der feierliche Einzug des neuen Erzbischofs am 29. April vielfach boykottiert. Erzbischof Colloredo ist ein Verfechter von Reformen im Sinne der Aufklärung, die er nach und nach im Erzbistum durchzusetzen versucht. 
Ferdinand Christoph von Waldburg-Zeil wird von Colloredo am 18. Oktober als Nachfolger des am 6. Juli verstorbenen Franz Karl Eusebius von Waldburg-Friedberg und Trauchburg zum Fürstbischof von Chiemsee ernannt. 

#### Russisch-Türkischer Krieg und Erste Teilung Polens

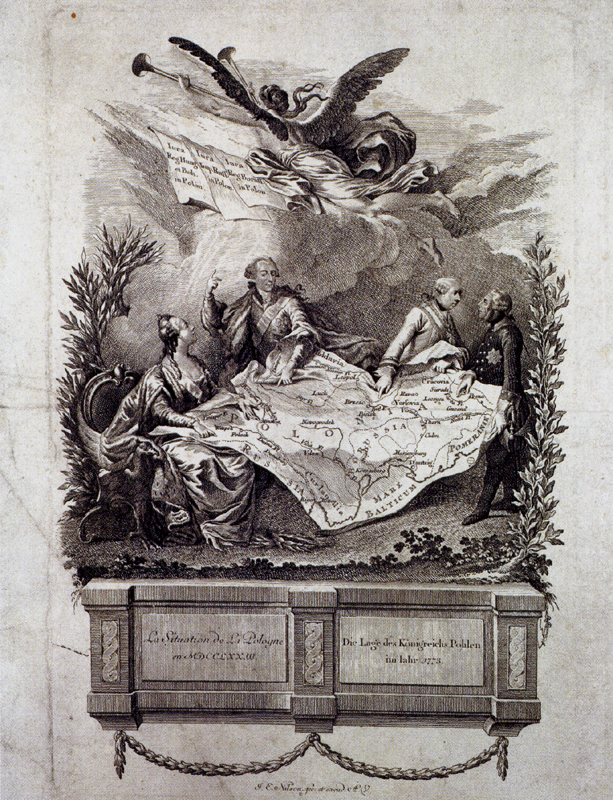
Zeitgenössische Karikatur zur Aufteilung Polens

- 17. Februar: Russland und Preußen einigen sich im Kern auf die Teilung Polens und warten auf die Billigung des Plans durch Österreich, die am 4. März erfolgt.
- April: Im heute rumänischen Focșani treffen sich Gesandte aus Russland und dem Osmanischen Reich zu Unterhandlungen im Russisch-Türkischen Krieg.
- 26. April: Die Regimenter der Konföderation von Bar auf der Krakauer Burg kapitulieren vor der russischen Armee unter Alexander Wassiljewitsch Suworow. Die Tyniec-Festung hält bis zum 13. Juli und die Festung Jasna Góra mit der Königin von Polen unter dem Kommando Kazimierz Pułaskis bis 18. August. Der vermutlich am längsten gehaltene Stützpunkt ist das Kloster Zagórz, das erst am 28. November fällt. Nach einem fünfjährigen Bürgerkrieg zwischen der Konföderation von Bar mit der anfänglichen Unterstützung Frankreichs und Österreichs auf der einen Seite und der Konföderation von Radom mit der Königlich Polnischen und der Kaiserlich Russischen Armee auf der anderen Seite siegt nach fünfjährigen Kämpfen schließlich die russische Allianz. Die Teilnehmer der Konföderation von Bar werden nach Sibirien deportiert oder können mit ihren Familien vorher noch rechtzeitig nach Westen fliehen, wo sie nach der Ersten Teilung Polen-Litauens unter preußische oder österreichische Fremdherrschaft kommen. Die Konföderation von Bar gilt als letzte Massenbewegung des polnischen Kleinadels und erster polnischer Nationalaufstand.
- 5. August: Der Vertrag von Sankt Petersburg besiegelt die erste Teilung Polens. Er besteht aus drei bilateralen Verträgen der Mächte Österreich, Preußen und Russland jeweils mit dem Königreich Polen-Litauen, das etwa fünf seiner vierzehn Millionen Einwohner und ein Drittel seines Staatsgebietes inklusive seiner reichsten Provinzen verliert. König Stanislaus II. August Poniatowski wird abhängig vom Ständigen Rat, den die Invasoren einberufen haben. Österreich gewinnt 2,5 Millionen Einwohner in der neuen Verwaltungseinheit Galizien und Lodomerien am Rande der Karpaten dazu. Preußen erhält Polnisch-Preußen als Westpreußen ohne Danzig und somit den räumlich geringsten, aber wirtschaftlich und strategisch wertvollsten Teil mit dem überwiegenden Teil der protestantischen Bevölkerung hinzu. Russland erhält den räumlich größten Teil mit dem überwiegenden Teil der orthodoxen Bevölkerung.
- 6. November: Ein russisches Geschwader von 7 Kriegsschiffen besiegt und zerstört großteils ein türkisches Geschwader im Golf von Patras.

#### Großbritannien und seine Kolonien
- 1. April: König Georg III. unterschreibt den Royal Marriages Act 1772. Dieser erklärt jede Heirat für ungültig, die Mitglieder des britischen Königshauses vor der Vollendung ihres 25. Lebensjahres ohne Zustimmung des Monarchen eingehen. Die Bestimmung gilt für alle Nachkommen von Georg II. mit Ausnahme der Nachkommen der Prinzessinnen, die in andere Familien eingeheiratet hatten. Mitglieder der königlichen Familien, die älter als 25 Jahre sind, können auch nach Ablehnung des Ehewunsches heiraten, sofern sie dem Privy Council dieses ein Jahr zuvor angezeigt haben und das Parlament es nicht untersagt. Der Royal Marriage Act erklärt es außerdem zur Straftat, eine illegale Heirat eines Mitglieds der königlichen Familie in irgendeiner Form zu unterstützen.
- 9. Juni: Gaspéeaffäre
- 22. Juni: Mit einem Grundsatzurteil auf eine Klage des Sklaven James Somerset erklärt der britische Court of King’s Bench unter Chief Justice William Murray, Earl of Mansfield, die Sklaverei in Großbritannien für ungesetzlich.

#### Asien
- 6. Januar: Shah Alam II., Kaiser des indischen Mogulreiches, kehrt nach mehrjährigem Exil in Allahabad mit Unterstützung der Marathen nach Delhi zurück. Mit der Hilfe des safawidischen Adligen Mirza Najaf Khan kann er die Sikhs im Punjab zurückdrängen, auf Grund finanzieller Schwierigkeiten die Herrschaft des Mogulreiches jedoch nicht über den Raum Delhi hinaus ausdehnen.
- 16. Oktober: Nach dem Tod von Ahmad Schah Durrani folgt ihm sein Sohn Timur Schah Durrani auf den Thron des afghanischen Durrani-Reichs. Er wird nur widerwillig von den Klanführern akzeptiert, seine Herrschaft ist von Bürgerkriegen geprägt.

### Wirtschaft

#### Geldwirtschaft

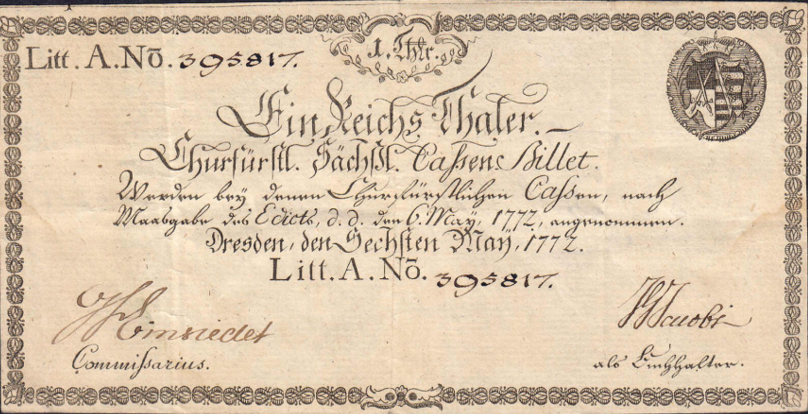
Churfürstlich Sächsisches Cassen-Billet im Wert von 1 Taler von 1772

- Mit den Churfürstlich Sächsischen Cassen Billets gibt das Kurfürstentum Sachsen als erster deutscher Staat Papiergeld heraus.

#### Unternehmensgründungen
- 2. November: Mit einer Auflage von 350 Exemplaren startet die konservative Tageszeitung The Morning Post in London.

- Die private Wiener Kleine Post wird gegründet.
- Das Unternehmen Wilkinson Sword, britischer Hersteller von Rasierklingen, Schwertern, Essbesteck und Gartengeräten, wird von Henry Nock gegründet

### Wissenschaft und Technik

#### Forschungsreisen

##### Französische Südmeerexpeditionen
- 13. Januar: Die Expedition Marc-Joseph Marion du Fresnes entdeckt die zu den später so genannten Prinz-Edward-Inseln gehörende Marion-Insel neuerlich.
- 24. Januar: Das französische Staatsgebiet vergrößert sich im Zuge der Ersten Französischen Südmeerexpedition um die Crozetinseln im Indischen Ozean. Der vom Sturm abgetriebene Kapitän Marc-Joseph Marion du Fresne geht an der größten Insel Île de la Possession an Land und nimmt sie für Frankreich in Besitz. Benannt wird die Inselgruppe nach dem Offizier Jules Crozet.
- 12. Februar: Die Inselgruppe der Kerguelen wird durch den französischen Seefahrer Yves Joseph de Kerguelen de Trémarec entdeckt.
- 25. März: Du Fresne sichtet den Mount Taranaki auf der Nordinsel Neuseelands und nennt ihn nach seinem Schiff „Pic Mascarin“, ohne zu wissen, dass James Cook den Berg auf seiner ersten Südseereise bereits „Mount Egmont“ getauft hat.

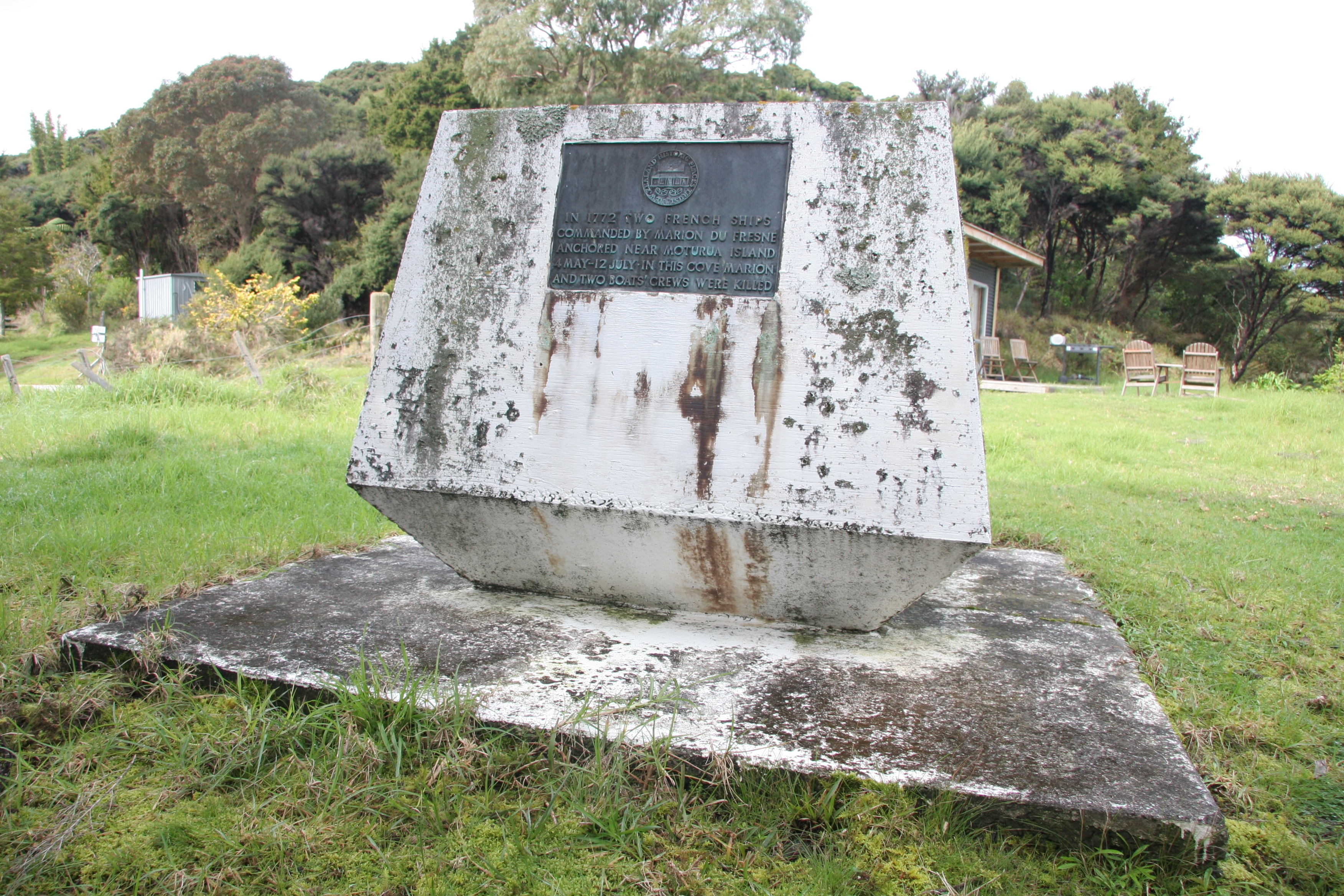
Gedenkstein für du Fresne in der Bay of Islands

- Am 4. Mai ankern die wiedervereinten Schiffe du Fresnes in der Bay of Islands, um dringende Reparaturen durchzuführen. Die folgenden fünf Wochen verlaufen zunächst friedlich, die Kontakte mit den ansässigen Māori entwickeln sich trotz einiger kleiner Diebstähle gut und ohne Probleme. Am 12. Juni wird jedoch eine Gruppe von Franzosen nach der Rückkehr vom Fischen unvermittelt von den Māori angegriffen und 16 Männer, darunter du Fresne selbst, getötet und verzehrt. Da der Vorfall vom Schiff aus zunächst unbemerkt bleibt, können die Māori am folgenden Tag weitere neun Franzosen töten. Der Grund für den plötzlichen Überfall ist nicht  bekannt, möglicherweise haben die Europäer unbewusst ein Tapu verletzt. Aus Rache für die Tat brennen die Franzosen ein Māori-Dorf nieder und töten viele der Bewohner. Der Bericht über die Ereignisse ist wesentlich verantwortlich für das Bild der „blutrünstigen, menschenfressenden Maori“, das sich für lange Zeit in Europa verfestigt. Crozet führt die Schiffe anschließend über die Philippinen nach Mauritius zurück.

##### James Cooks Zweite Südseereise

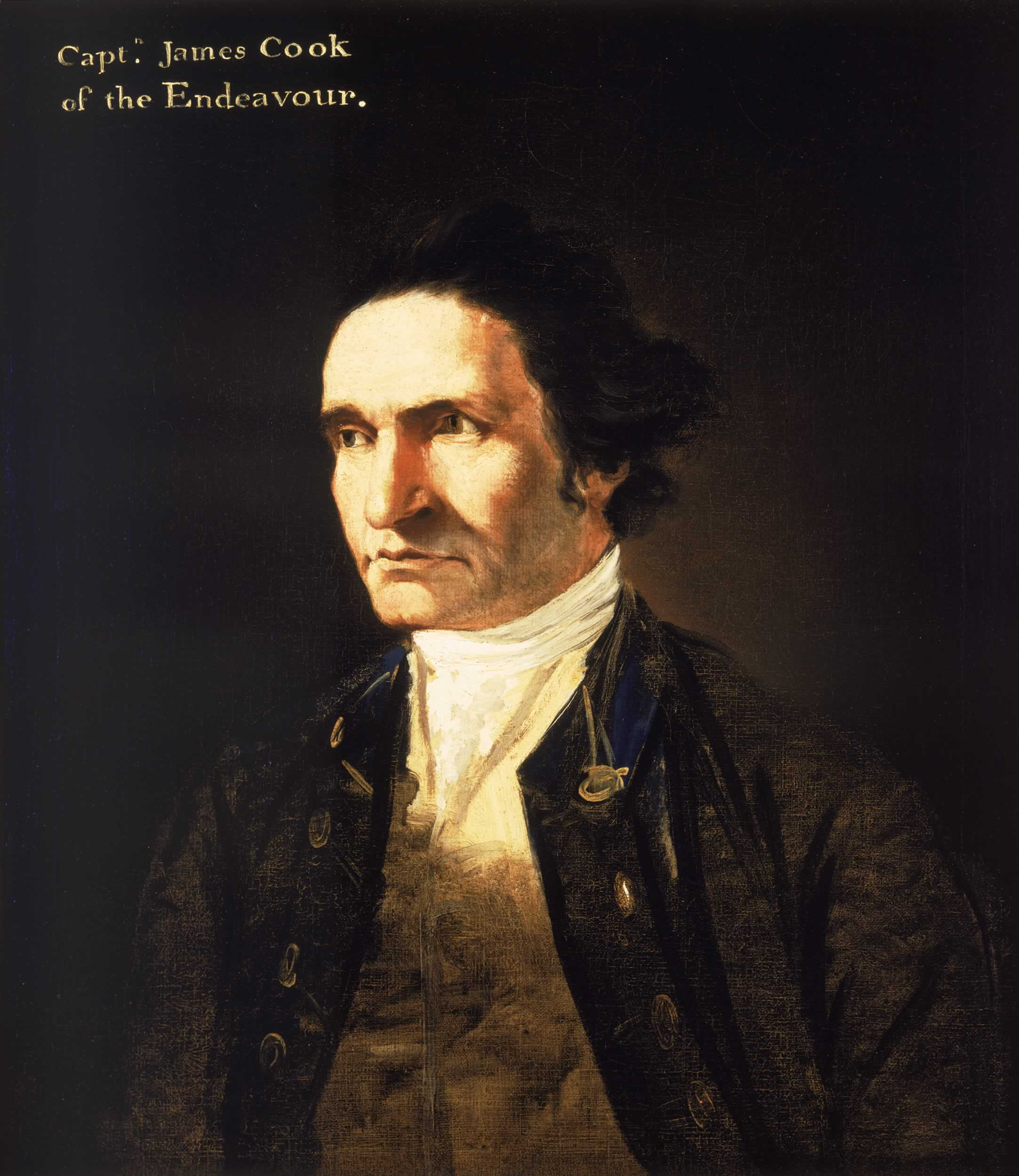
Porträt von James Cook (gemalt von William Hodges) ca. 1775–76

James Cook beginnt am 13. Juli von Plymouth aus seine zweite Südseereise, die unter anderem die Suche nach dem legendären Südkontinent Terra Australis zum Ziel hat; ihn begleiten unter anderem der deutsche Naturforscher Georg Forster und dessen Vater Johann Reinhold Forster. Cook nimmt über Kapstadt, wo er ab Ende Oktober einen dreiwöchigen Aufenthalt einlegt, Kurs auf Kap Circoncision der Bouvetinsel auf ca. 54° Süd. Dieses ist dreißig Jahre zuvor von Charles Bouvet entdeckt worden, der es irrtümlicherweise für ein Vorgebirge der Terra Australis hielt. Am 51. Breitengrad trifft die Expedition zum ersten Mal auf Eisberge.

##### Weitere Reisen
Domingo de Boenechea bricht am 26. September im Dienste der spanischen Krone nach Tahiti auf. Auf seiner Fahrt dorthin läuft er mehrere Inseln des Tuamotu-Archipels und der Gruppe der Gesellschaftsinseln an. Am 12. November ankert er mit seiner Fregatte El Águila in der Baie de Tautira auf Tahiti. Die Kontakte mit den Insulanern entwickelten sich gut. Boenechea lässt Karten zeichnen und Informationen von den Einwohnern Tahitis einholen, so erfährt er von den vorangegangenen englischen Expeditionen. Am 20. Dezember verlässt er Tahiti in Richtung Valparaíso.

#### Naturwissenschaften
- 8. März: Der Komet 3D/Biela wird erstmals beobachtet.
- 1. November: Antoine Laurent de Lavoisier widerlegt mit seiner Beobachtung, dass Phosphor und Schwefel nach Verbrennung schwerer werden, die wissenschaftliche Phlogistontheorie.
- Johann Heinrich Lambert entwickelt die Lambertsche Farbenpyramide.
- Wissenschaftler stellen in einem nach heutigen Maßstäben absurden Experiment fest, dass auch Eunuchen Stromschläge spüren.

### Kultur

#### Musik und Theater
- 1. Januar: Im Salzburger Dom wird das Requiem von Michael Haydn unter Mitwirkung von Mozart und dessen Vater Leopold aufgeführt, anlässlich der Bestattung von Erzbischof Sigismund III. Christoph von Schrattenbach.
- 29. Januar: Am Burgtheater in Wien feiert die Oper La fiera di Venezia von Antonio Salieri bei ihrer Uraufführung einen großen Erfolg.

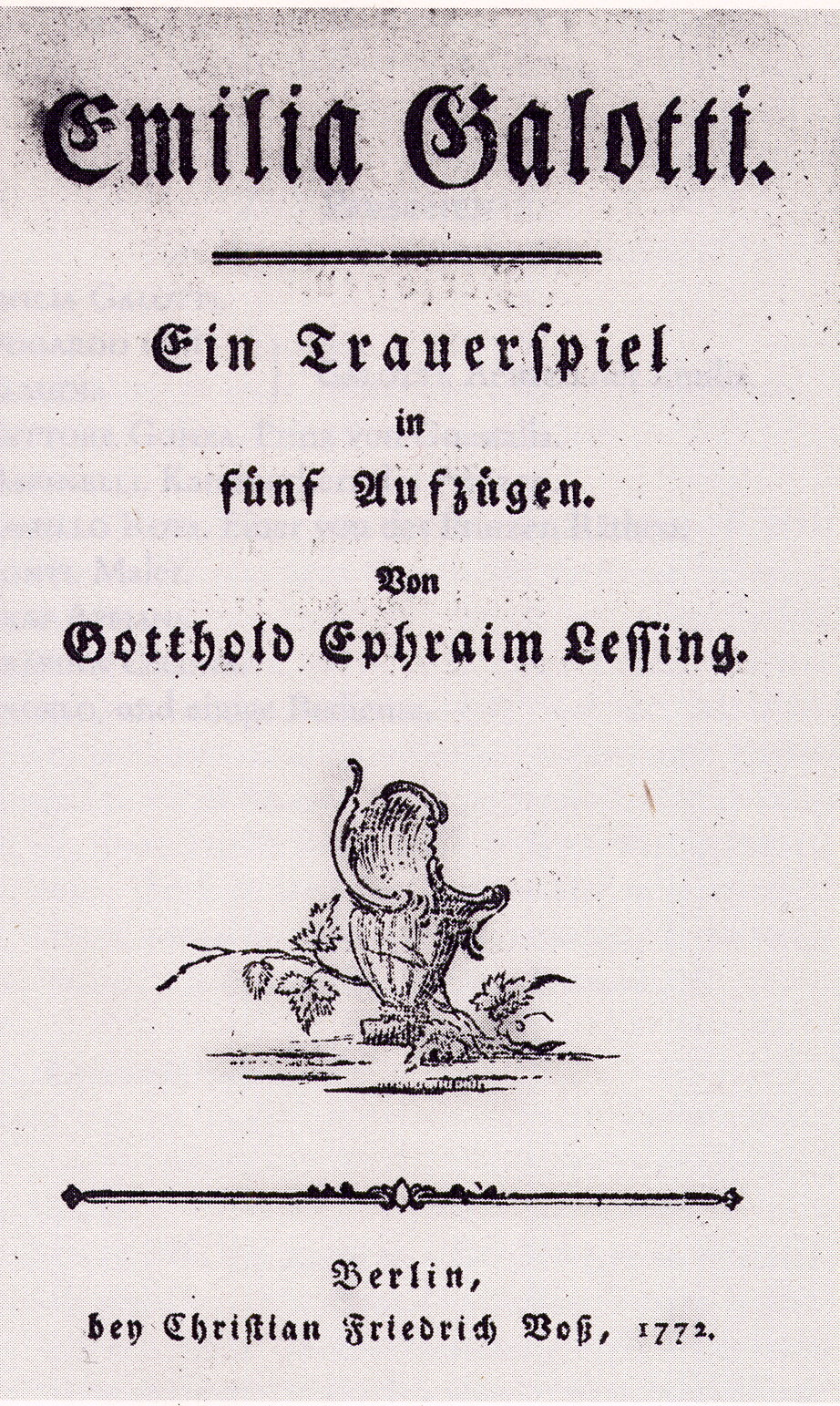
Emilia Galotti, Titelblatt der Erstausgabe von 1772

- 13. März: Am Herzoglichen Opernhaus in Braunschweig erfolgt die Uraufführung von Gotthold Ephraim Lessings bürgerlichem Trauerspiel Emilia Galotti durch Karl Theophil Döbbelin anlässlich des Geburtstages der Herzogin Philippine Charlotte. Lessing selbst ist bei der Uraufführung nicht anwesend.
- Pietro Metastasio verfasst aus Anlass der Inthronisation des Fürsterzbischofs von Salzburg am 1. Mai das Werk Il sogno di Scipione, das von Wolfgang Amadeus Mozart vertont wird. Vermutlich wird bei der Inthronisation jedoch nur ein Teil der Oper uraufgeführt.
- Der neue Fürsterzbischof von Salzburg, Hieronymus Franz Josef von Colloredo, ernennt Wolfgang Amadeus Mozart im August zum besoldeten Konzertmeister der Salzburger Hofkapelle. Mozart versucht weiterhin dem engen Reglement des Salzburger Dienstes zu entkommen und startet am 24. Oktober zusammen mit seinem Vater seine dritte Italienreise, die bis zum 13. März 1773 dauern wird. Während dieser Zeit komponiert er auch das Exsultate, jubilate für den Sopranisten Venanzio Rauzzini.
- 5. November: Die Uraufführung der Oper Temistocle von Johann Christian Bach auf das Libretto von Pietro Metastasio erfolgt am Hoftheater in Mannheim.
- 16. Dezember: Am Teatro Regio Ducal in Mailand wird Wolfgang Amadeus Mozarts Oper Lucio Silla uraufgeführt. Obwohl die Oper ein großer Erfolg ist, bekommt Mozart in Italien keine weiteren Aufträge mehr.

### Religion

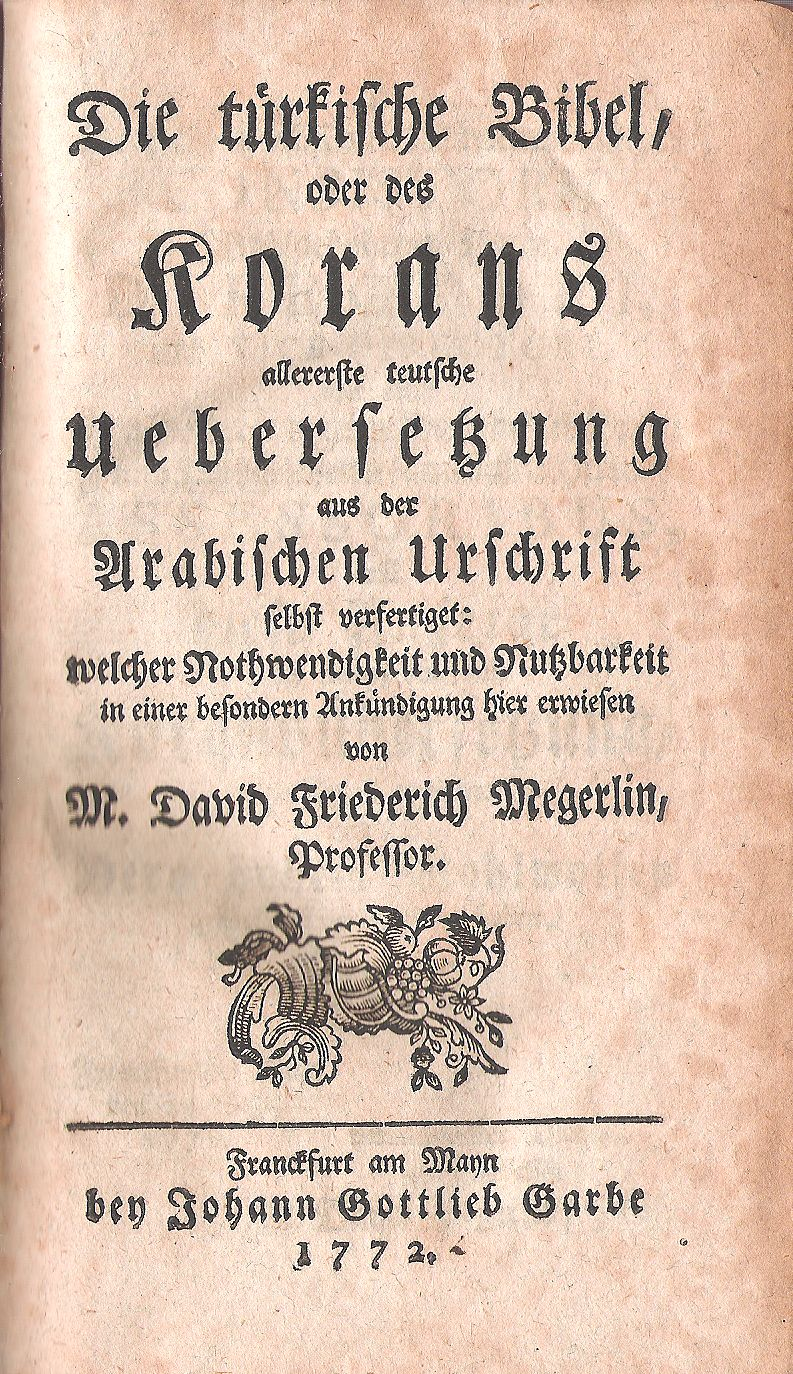
Titelblatt

Die türkische Bibel, oder des Korans allererste teutsche Übersetzung aus der Arabischen Urschrift ist die erste deutsche Koranübersetzung aus dem Arabischen. Der Autor, der Frankfurter Gymnasialprofessor David Friederich Megerlin rechtfertigt sein Werk im Vorwort gegen Vorbehalte der katholischen Kirche, dass man so den Koran als „Fabelbuch“ kennenlernen und sich von seiner Falschheit überzeugen könne. Die türkische Bibel helfe, „Mahumed und sein Lügenbuch besser kennen zu lernen und Gott zu bitten, diesem gewalttätigen Reich und seiner abergläubischen Religion im Koran bald ein Ende zu machen“. Die Übersetzung wird unter anderem von Goethe vernichtend rezensiert.

### Katastrophen
Beim Ausbruch des Vulkans Papandayan auf der Insel Java werden 40 Dörfer zerstört und fast 3.000 Menschen getötet.

## Geboren

### Erstes Quartal
- 04. Januar: Jean Étienne Esquirol, französischer Nervenarzt († 1840)
- 04. Januar: Anton Friedrich Justus Thibaut, deutscher Rechtswissenschaftler († 1840)
- 12. Januar: Michail Speranski, russischer Staatsmann und liberaler Reformer († 1839)
- 14. Januar: Duncan McArthur, US-amerikanischer Politiker († 1839)
- 14. Januar: Elias Thomas, US-amerikanischer Geschäftsmann und Politiker († 1872)
- 19. Januar: Friedrich Carl Arndt, deutscher Jurist, Stadtrichter und Bürgermeister († 1815)
- 02. Februar: Ferdinand Eßlair, slawonischer Schauspieler († 1840)
- 02. Februar: Christoph Martin, deutscher Jurist und Hochschullehrer († 1857)
- 03. Februar: Johann Heinrich Fritsch, deutscher evangelischer Prediger, Historiker und Astronom († 1829)
- 06. Februar: Gerhard von Kügelgen, deutscher Maler († 1820)
- 06. Februar: Karl von Kügelgen, deutscher Landschafts- und Historienmaler († 1832)
- 10. Februar: Lykourgos Logothetis, griechischer Freiheitskämpfer, Politiker und Anführer des Samischen Aufstands († 1850)
- 11. Februar: Carl Philipp Emil von Hanstein, hessischer Staatsminister († 1861)
- 13. Februar: Joachim Leonz Eder, Schweizer Jurist und Politiker († 1848)
- 13. Februar: Henriette Hendel-Schütz, deutsche Schauspielerin († 1849)
- 15. Februar: Leander van Eß, deutscher katholischer Theologe († 1847)
- 16. Februar: Friedrich Gilly, deutscher Architekt und Baumeister († 1800)
- 20. Februar: Isaac Chauncey, US-amerikanischer Marineoffizier († 1840)
- 22. Februar: Josef Lipavský, tschechischer Komponist († 1810)
- 24. Februar: William Harris Crawford, US-amerikanischer Politiker († 1834)
- 24. Februar: Gustav Dietrich von Oertzen, mecklenburgischer Landrat († 1838)
- 28. Februar: Karl Gottlieb Schweikart, österreichischer Porträtmaler († 1855)
- 03. März: Engelbert Schue, deutscher katholischer Geistlicher und Hochschullehrer († 1847)
- 05. März: Carl Lazarus Henckel von Donnersmarck, schlesischer Industrieller († 1864)
- 05. März: Friedrich Pfluger, Schweizer römisch-katholischer Geistlicher († 1848)
- 10. März: Friedrich Schlegel, deutscher Kulturphilosoph († 1829)
- 17. März: Charles Leclerc d’Ostin, französischer General († 1802)
- 23. März: Ludwig Schellenberg, deutscher Buchhändler, Buchdrucker und Verleger († 1834)
- 30. März: Johann Wilhelm Wilms, deutsch-niederländischer Komponist († 1847)
- 31. März: Franz Ferdinand Fritz, von 1836 bis 1840 Bischof von Hildesheim († 1840)

### Zweites Quartal
- 02. April: Sir John Abercrombie, britischer General († 1817)
- 07. April: Charles Fourier, französischer Gesellschaftstheoretiker († 1837)
- 15. April: Étienne Geoffroy Saint-Hilaire, französischer Zoologe († 1844)
- 18. April: David Ricardo, britischer Nationalökonom († 1823)
- 19. April: Maria Therese von Artner, österreichische Schriftstellerin († 1829)
- 19. April: Ludwig Adam Dieffenbach, deutscher evangelischer Theologe († 1843)
- 21. April: Friedrich Christoph Perthes, deutscher Buchhändler und Verleger († 1843)
- 25. April: James Burrill, US-amerikanischer Politiker († 1820)
- 30. April: Karl Gustav Himly, deutscher Augenarzt († 1837)
- 01. Mai: Karl Friedrich von Gärtner, deutscher Botaniker und Arzt († 1850)

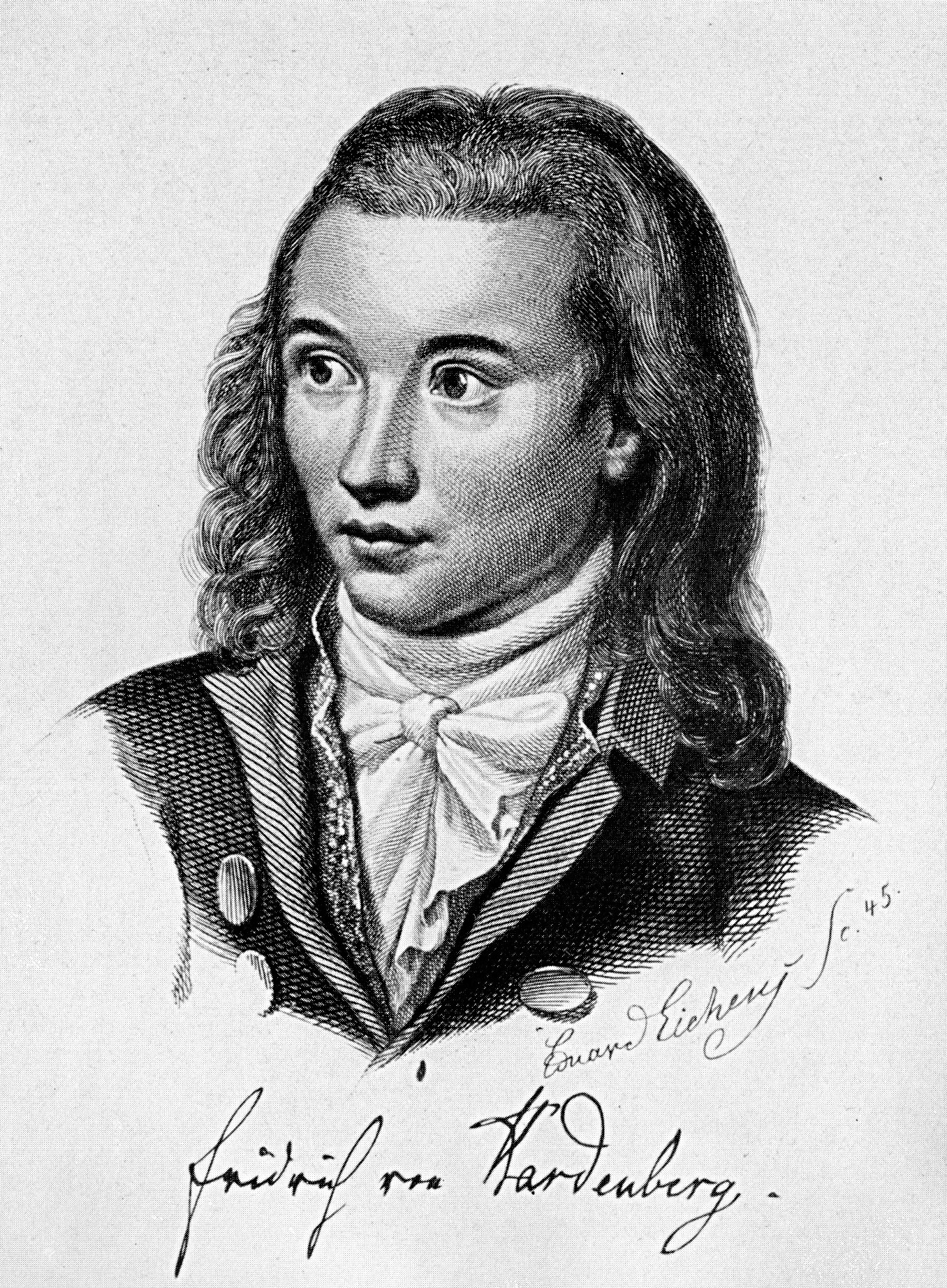
Novalis, 1845

- 02. Mai: Novalis, deutscher Dichter der Frühromantik († 1801)

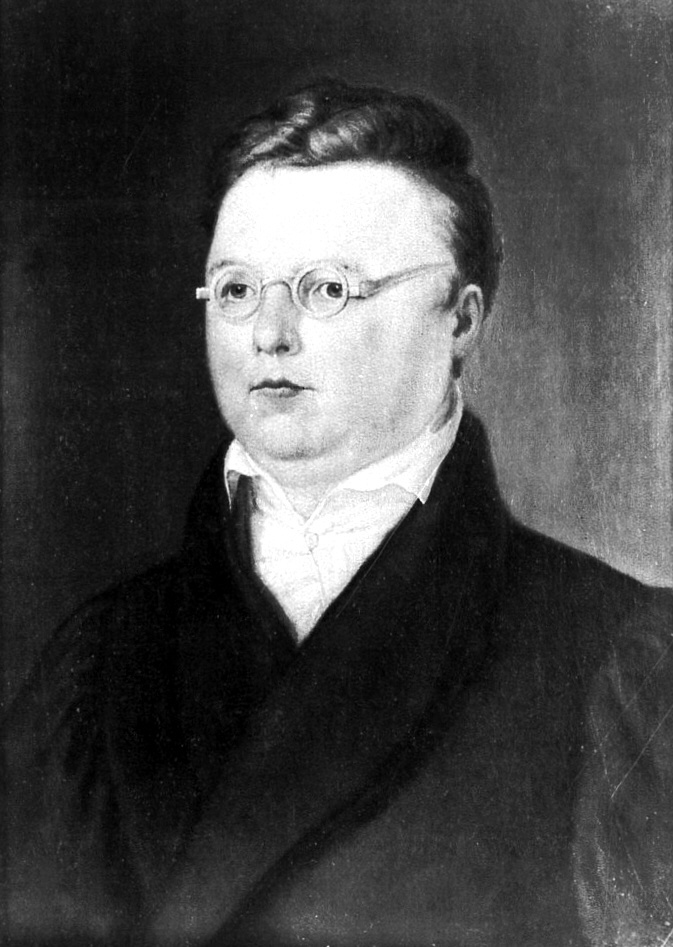
Friedrich Arnold Brockhaus

- 04. Mai: Friedrich Arnold Brockhaus, deutscher Verleger († 1823)
- 12. Mai: Heinrich Menu von Minutoli, Schweizer Entdecker und Altertumsforscher († 1846)
- 18. Mai: Carl von Brühl, Generalintendant der Schauspiele und Museen in Berlin († 1837)
- 20. Mai: William Congreve, britischer Artillerist, Ingenieur und Raketentechniker († 1828)
- 27. Mai: Marie Anne Lenormand, französische Wahrsagerin († 1843)
- 06. Juni: Maria Theresia von Neapel-Sizilien, letzte Kaiserin des Heiligen Römischen Reiches und erste Kaiserin von Österreich († 1807)
- 10. Juni: David L. Morril, US-amerikanischer Politiker († 1849)
- 14. Juni: Gustaf Johan Billberg, schwedischer Zoologe, Botaniker und Anatom († 1844)
- 14. Juni: Ludwig Philipp Christian von Türcke, deutscher Jurist († 1829)
- 17. Juni: Martin Schrettinger, deutscher Priester und Bibliothekar († 1851)
- 19. Juni: Salomon Oppenheim junior, deutscher Bankier († 1828)
- 21. Juni: Karl Friedrich Wilhelm Wasmuth von Wintzingerode, deutscher Forstbeamter († 1830)
- 22. Juni: Karl Heinrich Gottfried Lommatzsch, deutscher evangelischer Geistlicher († 1834)
- 26. Juni: Johan Lorentz Aschan, schwedischer Unternehmer († 1856)

### Drittes Quartal
- 01. Juli: Johann Rudolf Fischer, Schweizer evangelischer Geistlicher († 1800)
- 11. Juli: Pietro Carlo Guglielmi, italienischer Komponist († 1817)
- 17. Juli: Christian Philipp Wolff, deutscher Bildhauer, Stuckateur und Baumeister († 1820)
- 30. Juli: Ignaz zu Hardegg, österreichischer General der Kavallerie und Hofkriegsratspräsident († 1848)
- 02. August: Louis Antoine Henri de Condé, Herzog von Enghien († 1804)
- 08. August: Wilhelm August Lampadius, deutscher Hüttenchemiker († 1842)
- 08. August: Franz Paul Scholz, deutscher Geistlicher, Naturwissenschaftler und Forschungsreisender († 1837)
- 09. August: Christian Jakob von Schneider, deutscher Schriftsteller und Verleger († 1829)
- 11. August: Eduard Joseph d’Alton, bayrischer Anatom, Archäologe und Kupferstecher († 1840)
- 11. August: Archibald Austin, US-amerikanischer Politiker († 1837)
- 11. August: Pjotr Kirillowitsch Essen, russischer General und Staatsmann († 1844)
- 11. August: Rowland Hill, 1. Viscount Hill, britischer General († 1842)
- 15. August: Johann Nepomuk Mälzel, bayrischer Erfinder und Mechaniker († 1838)
- 16. August: Anton Bauer, deutscher Rechtswissenschaftler († 1843)
- 20. August: Ferdinand Bernhard Vietz, österreichischer Mediziner und Botaniker († 1815)
- 24. August: Wilhelm I., erster König der Niederlande († 1843)
- 30. August: Henri de La Rochejaquelein, Anführer der Aufständischen während des Vendée-Aufstands († 1794)
- 06. September: Carl Gottlieb Bellmann, deutscher Musiker († 1861)
- 14. September: Josef Alois Gleich, österreichischer Beamter und Theaterdichter († 1841)
- 15. September: Friedrich Konrad Hornemann, deutscher Afrikaforscher († 1801)
- 16. September: Friedrich Karl Rumpf, deutscher Literaturwissenschaftler, Rhetoriker, evangelischer Theologe und Altphilologe († 1824)
- 21. September: Girolamo Bagatta, italienischer katholischer Priester und Schulleiter († 1830)
- 21. September: John Samuel Peters, US-amerikanischer Politiker, Gouverneur von Connecticut († 1858)
- 24. September: Guillaume de Vaudoncourt, französischer General und Kriegshistoriker († 1845)
- 25. September: Henrich zu Stolberg-Wernigerode, Regent über die Grafschaft Wernigerode († 1854)
- 25. September: Jürgen Paul Prahl, Lübecker Knochenhauermeister und Opfer der französischen Okkupation († 1813)
- 27. September: Antonio Casimir Cartellieri, deutscher Komponist († 1807)
- 27. September: Gordon Drummond, britischer General († 1854)
- 27. September: Sándor Kisfaludy, ungarischer Dichter und Dramatiker († 1844)

### Viertes Quartal
- 06. Oktober: Anna Maria Rüttimann-Meyer von Schauensee, Schweizer Patrizierin († 1856)
- 09. Oktober: Mary Tighe, irische Schriftstellerin († 1810)
- 20. Oktober: Johann Heinrich Ferdinand Autenrieth, deutscher Mediziner († 1835)
- 21. Oktober: Samuel Taylor Coleridge, britischer Schriftsteller († 1834)
- 25. Oktober: Géraud-Christophe-Michel Duroc, französischer General und Diplomat († 1813)
- 25. Oktober: Victoire de Donnissan de La Rochejaquelein, französische Adlige und Chronistin († 1857)
- 27. Oktober: Franz Peter Nick, deutscher katholischer Geistlicher und Hochschullehrer († 1825)
- 30. Oktober: Peter Irving, US-amerikanischer Schriftsteller († 1838)
- 31. Oktober: Carl Borromäus Egger, deutscher römisch-katholischer Geistlicher und Politiker († 1849)
- 01. November: Louis Reymond, Schweizer Politiker, Publizist und Aufständischer († 1821)
- 08. November: David Ferdinand Howaldt, deutscher Goldschmied († 1850)
- 08. November: William Wirt, amerikanischer Jurist und Politiker († 1834)
- 10. November: Horace-François Sébastiani, französischer General und Marschall von Frankreich († 1851)
- 10. November: Johann Nepomuk Kaňka junior, böhmischer Jurist und Komponist († 1865)
- 11. November: Carl Friedrich Hagemann, österreichischer Bildhauer († 1806)
- 11. November: August Hiller von Gaertringen, preußischer General († 1856)
- 18. November: Louis Ferdinand Prinz von Preußen, preußischer Prinz, Feldherr, Komponist und Pianist († 1806)
- 23. November: Emil Leopold August, Herzog von Sachsen-Gotha-Altenburg († 1822)
- 23. November: Johann Christoph Winters, deutscher Puppenspielleiter und Begründer des Hänneschen-Theaters in Köln († 1862)
- 28. November: Gottfried Hermann, deutscher Altphilologe († 1848)
- 02. Dezember: Johann Christoph von Aretin, deutscher Publizist, Historiker, Bibliothekar und Jurist († 1824)
- 11. Dezember: Immanuel Christian Leberecht von Ampach, deutscher Numismatiker, Kunstsammler und Mäzen († 1831)
- 11. Dezember: Hans Georg von Carlowitz, sächsischer Minister († 1840)
- 12. Dezember: Bertrand Clausel, französischer General und Marschall von Frankreich († 1842)
- 26. Dezember: Friederike Julie Lisiewska, deutscher Porträtmalerin († 1856)
- 27. Dezember: Benjamin Williams Crowninshield, US-amerikanischer Politiker († 1851)
- 29. Dezember: Louis-Simon Auger, französischer Journalist und Schriftsteller († 1829)
- 30. Dezember: Paul Christoph Gottlob Andreä, deutscher Rechtswissenschaftler († 1824)

### Genaues Geburtsdatum unbekannt
- Thomas Ellison, britischer Seemann auf der Bounty († 1792)
- Julius Miller, deutscher Musiker († 1851)
- Giacomo Monzino, italienischer Gitarrist und Komponist († 1854)
- Jenkin Whiteside, US-amerikanischer Politiker († 1822)

## Gestorben

### Erstes Halbjahr
- 07. Januar: Hans von Aschersleben, preußischer Offizier und Beamter (* 1698)
- 14. Januar: Susanna Margaretha Brandt, Frankfurter Magd, die ihr neugeborenes Kind tötete, Vorbild für Goethes Gretchen (* 1746)
- 14. Januar: Maria von Hannover, Landgräfin von Hessen-Kassel (* 1723)
- 09. Februar: Mang Anton Stapf, süddeutscher Rokokobildhauer (* 1701)
- 16. Februar: Lorenzo De Mari, Doge der Republik Genua (* 1685)
- 18. Februar: Johann Hartwig Ernst von Bernstorff, deutscher Diplomat und dänischer Außenminister (* 1712)
- 02. März: Johann Berenberg, deutsche Bankier, Kunstsammler und  Mäzen (* 1718)
- 10. März: Friedrich III., Herzog von Sachsen-Gotha-Altenburg (* 1699)
- 12. März: Franz de Paula Penz, österreichischer Pfarrer und Kirchenbaumeister (* 1707)
- 21. März: Jacques-Nicolas Bellin, französischer Kartograf (* 1703)
- 22. März: John Canton, englischer Physiker (* 1718)
- 29. März: Emanuel Swedenborg, schwedischer Wissenschaftler, Mystiker und Theologe (* 1688)
- 09. April: Johann Joseph Resler, österreichischer, bürgerlicher und Hof-Bildhauer (* 1702)
- 15. April: Karl Josef Batthyány, österreichischer General und Feldmarschall (* 1697)
- 15. April: Viktor I. Amadeus Adolf, Fürst von Anhalt-Bernburg-Schaumburg-Hoym (* 1693)
- 19. April: Johann Peter Kellner, deutscher Komponist (* 1705)
- 21. April: Samuel Urlsperger, deutscher lutherischer Theologe (* 1685)
- 22. April: Marie Duronceray, Gattin von Charles-Simon Favart (* 1727)
- 28. April: Johann Friedrich Struensee, deutscher Arzt und Minister am dänischen Hof (* 1737)
- 01. Mai: Gottfried Achenwall, deutscher Erfinder des Begriffs Statistik (* 1719)
- 03. Mai: Cathérine Vicat, Schweizer Naturforscherin und Imkerin (* 1712)
- 12. Mai: Johann Friedrich Gühling, deutscher evangelischer Theologe (* 1702)
- 25. Mai: Johann Gottfried Teske, deutscher Physiker (* 1704)
- 04. Juni: Johann Michael Feuchtmayer der Jüngere, deutscher Stuckateur und Bildhauer (* 1709)
- 12. Juni: Marc-Joseph Marion du Fresne, französischer Entdecker (* 1724)
- 15. Juni: Louis-Claude Daquin, französischer Komponist (* 1694)
- 18. Juni: Johann Ulrich von Cramer, deutscher Jurist und Philosoph (* 1706)
- 18. Juni: Gerard van Swieten, österreichischer Mediziner (* 1700)

### Zweites Halbjahr
- 02. Juli: Johann Georg Krafft, deutscher evangelischer Theologe und Hochschullehrer (* 1740)
- 05. Juli: Wolfgang Thomas Rau, deutscher Mediziner (* 1721)
- 06. Juli: Karl Gottlob Sperbach, deutscher Philologe (* 1694)
- 06. Juli: Franz Karl Eusebius von Waldburg-Friedberg und Trauchburg, Fürstbischof von Chiemsee (* 1701)
- 14. August: Ferdinand Karl Gobert von Aspremont-Lynden, habsburgischer Militär (* 1689)
- 19. September: Henriette-Louise de Bourbon, Äbtissin von Beaumont-lés-Tours (* 1703)
- 07. Oktober: John Woolman, nordamerikanischer Wanderprediger der Quäker, Abolitionist und Autor (* 1720)
- 08. Oktober: Jean Cassanéa de Mondonville, französischer Violinvirtuose und Komponist (* 1711)
- 08. Oktober: David Nitschmann, deutsch-amerikanischer evangelischer Missionar und Bischof der Herrnhuter Brüdergemeine (* 1695)
- 13. Oktober: George Keppel, 3. Earl of Albemarle, britischer Offizier und Politiker (* 1724)
- 16. Oktober: Ahmad Schah Durrani, Gründer des Durrani-Staates im heutigen Afghanistan (* ca. 1722)
- 22. Oktober: Franciszek Salezy Potocki, polnischer Magnat, Woiwode der Woiwodschaft Kiew (* 1700)
- 30. Oktober: Karl Wilhelm Jerusalem, deutscher Jurist (* 1747)
- 15. November: Johann Christian Senckenberg, hessischer Arzt und Naturforscher (* 1707)
- 16. November: Alexander Jakob Lubomirski, polnischer und sächsischer General (* 1695)
- 12. Dezember: Johann Gottfried Seyfert, deutscher Komponist (* 1731)
- 29. Dezember: Ernst Johann von Biron, Herzog von Kurland und Semgallen sowie Regent des Russischen Kaiserreiches (* 1690)

### Genaues Todesdatum unbekannt
- Ignaz Finsterwalder, deutscher Stuckateur (* 1708)